# Staffan Söderblom (diplomat)
Staffan John Söderblom, född 14 juli 1900 i Paris, Frankrike, död 11 december 1985 i Uppsala domkyrkoförsamling, Uppsala län, var en svensk diplomat.

## Biografi
Söderblom avlade studentexamen vid 15 års ålder, efter att ha lärt sig bland annat grekiska och latin vid König-Albert-Gymnasium i Leipzig. Han kom senare även att behärska ryska, franska, tyska, engelska och holländska. Han avlade filosofie kandidatexamen 1918 och juris kandidatexamen 1921, båda vid Uppsala universitet, och värvades därefter som attaché av Utrikesdepartementet (UD).  
Under 1920-talet hade Söderblom sin tjänst förlagd till europeiska städer som Antwerpen, London, Wien, Rotterdam, Oslo, Bern, och Moskva. Han blev andre legationssekreterare vid UD 1929, och var även var sekreterare i den svenska delegationen i Nationernas förbund. I den senare rollen bistod han Östen Undén, när denne såsom skiljedomare skulle lösa tvisten mellan Grekland och Bulgarien om gränserna vid Centralrhodopien 1930–1932. Därefter blev Söderblom förste legationssekreterare 1933, byråchef 1934 och chef för UD:s politiska avdelning samt utrikesråd 1938, vid 37 års ålder. I sin yrkesroll var Söderblom känd som en målmedveten och expeditiv tjänsteman med sanslöst arbetstempo och arbetskapacitet. Som chef för UD:s politiska avdelning var han bland annat sysselsatt med förhållandet mellan Sverige och Nazityskland.  
Efter en undran från utrikesminister Christian Günther och statsminister Per Albin Hansson utnämndes Söderblom till envoyé och beskickningschef i Moskva, sedan Vilhelm Assarsson förklarats persona non grata 1943. Han tjänstgjorde där 1944–1946, och utsågs därefter till envoyé i Bern. År 1951 blev Söderblom ambassadör i Peking, sedan Sverige erkänt Folkrepubliken Kina 1949. Han drabbades där av akut utmattningssyndrom, och entledigades därför som ambassadör 1952. Från 1954 var han i disponibilitet. 

### Familj
Staffan Söderblom var son till ärkebiskop Nathan Söderblom och dennes hustru Anna Forsell, samt bror till Helge Söderblom, Sven Söderblom och Jon Olof Söderblom. År 1946 gifte han sig med Marjorie Marian Fullerton-Carnegie (född Lacey, 1898–1980). Han är gravsatt på Uppsala gamla kyrkogård.

## Söderblom och fallet Raoul Wallenberg
I den omfattande utredningen SOU 2003:18, den s.k. Eliassonkommissionen, riktas stark kritik mot Söderblom i hans egenskap av Sveriges envoyé i Moskva. Det konstateras av  Eliassonkommissionen att han hade underrättats den 17 januari 1945 av Sovjetunionens vice utrikeskommissarie Vladimir G. Dekanozov att Raoul Wallenberg och hans egendom påträffats och tagits i beskydd av sovjetiska militärmyndigheter i Budapest. 
Enligt Eliassonkommissionen underlät Söderblom att driva ärendet utifrån den erhållna informationen. Istället påstår kommissionen att han något senare lät de sovjetiska myndigheterna förstå, att man från svenskt håll utgick från att Wallenberg hade omkommit i en olycka på vägen från Budapest. Söderblom är hovsam och undfallande när han möter generalissimus Stalin, han säger att han ’personligen’ är övertygad om att Wallenberg fallit offer för en olycka eller för rövare, han säger att det är ’sannolikt’ att de ryska militärmyndigheterna ej har några uppgifter om Wallenbergs vidare öden. Han insisterar på att få ett officiellt meddelande ”-Detta ligger i Edert eget intresse, eftersom det finns folk, som i frånvaro av upplysningar kunna draga oriktiga slutsatser”.  Den officiella sovjetiska ståndpunkten är att Wallenberg avled Ljubljankafängelset den 17 juli 1947, dvs ett år efter det att Söderblom mött Stalin.  
Därmed var, menar Eliassonkommissionen, i praktiken Wallenbergs öde i praktiken beseglat. Sveriges uppfattning att Wallenberg var död skulle prägla handläggningen av Wallenbergärendet fram till 1952. Därefter blev den svenska inställningen en helt annan, med en intensiv diplomatisk aktivitet med bland annat statsminister Tage Erlanders besök i Moskva 1956 som ett av inslagen. Vid denna tid förekom det även flertal vittnesmål av personer som påstod att de sett Wallenberg i sovjetiska fångläger, men också vittnesmål som förmedlas av bland andra Nanna Svartz. 
En annan bild av hur Wallenbergärendet handlades av Söderblom under åren 1945–1946 ges i Omi Söderbloms bok från 2021, Söderblom och Wallenbergaffären. Nytt ljus i ett trauma.

## Utmärkelser

### Svenska utmärkelser
- Kommendör av första klassen av Nordstjärneorden, 15 november 1946.[5]

### Utländska utmärkelser
- Riddare av Spanska Civilförtjänstorden, 1928.[6][7]
- Officer av Polska orden Polonia Restituta, 1930.[8][9]
- Kommendör av Belgiska Leopold den II:s orden, 1935.[10][11]
- Kommendör av Tyska Örnens orden, 1938.[12][13]
- Storofficer av Abessinska Menelik II:s orden, 1941.[14][15]
- Storofficer av Italienska Sankt Mauritii- och Lazariorden, 1941.[14][15]
- Kommendör av Finlands Vita Ros' orden, 1941.[14][15]
- Kommendör av första graden av Danska Dannebrogorden, 1942.[15][16]
- Storkorset av andra klassen av Mexikanska Örnorden, 1943.[16][17]
- Storkorset av Grekiska Fenixorden, 1946.[18][19]
- Kommendör av Franska Hederslegionen, 1946.[18][19]